# Hennef (Sieg)

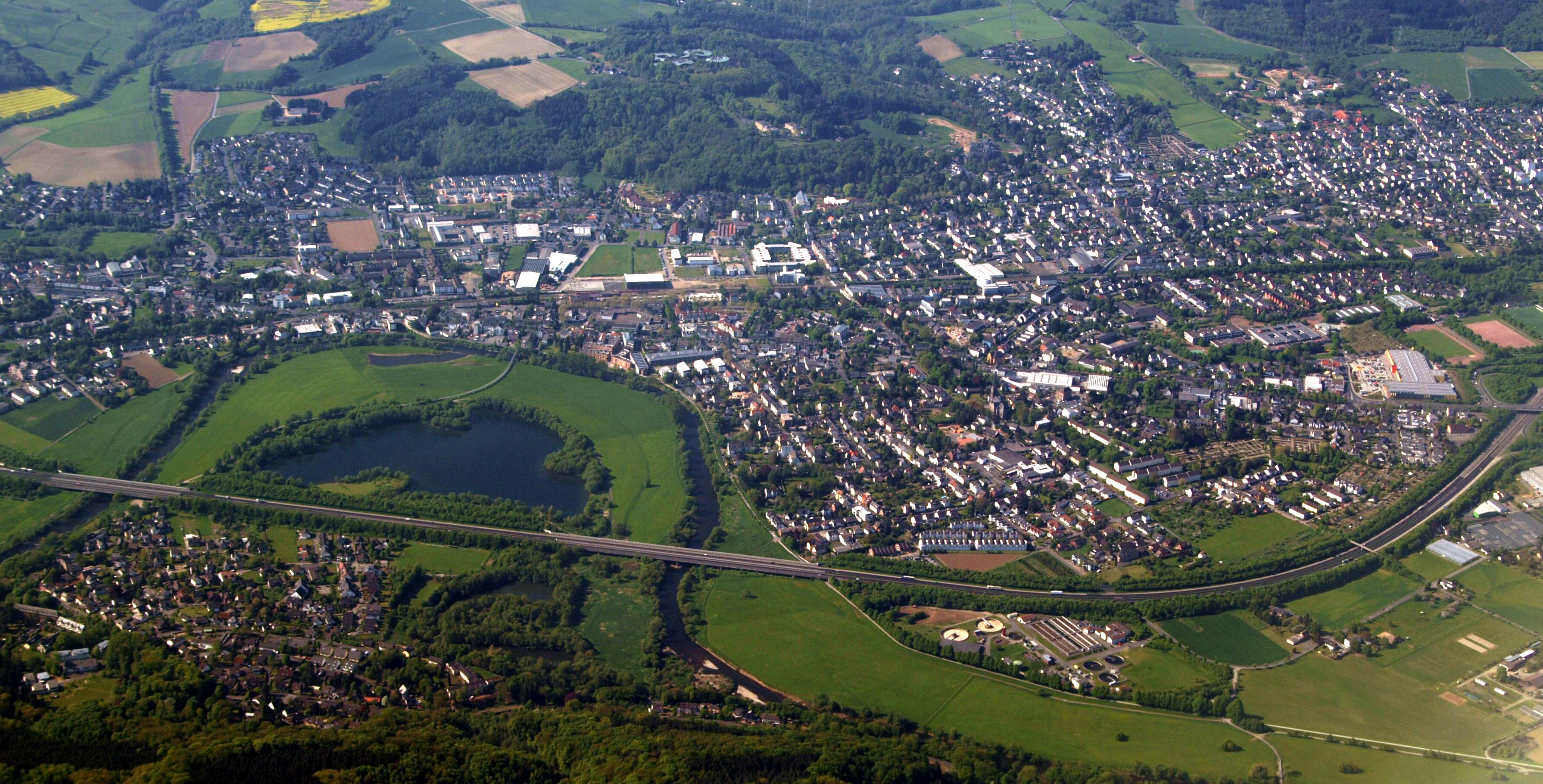
Hennef aus der Luft

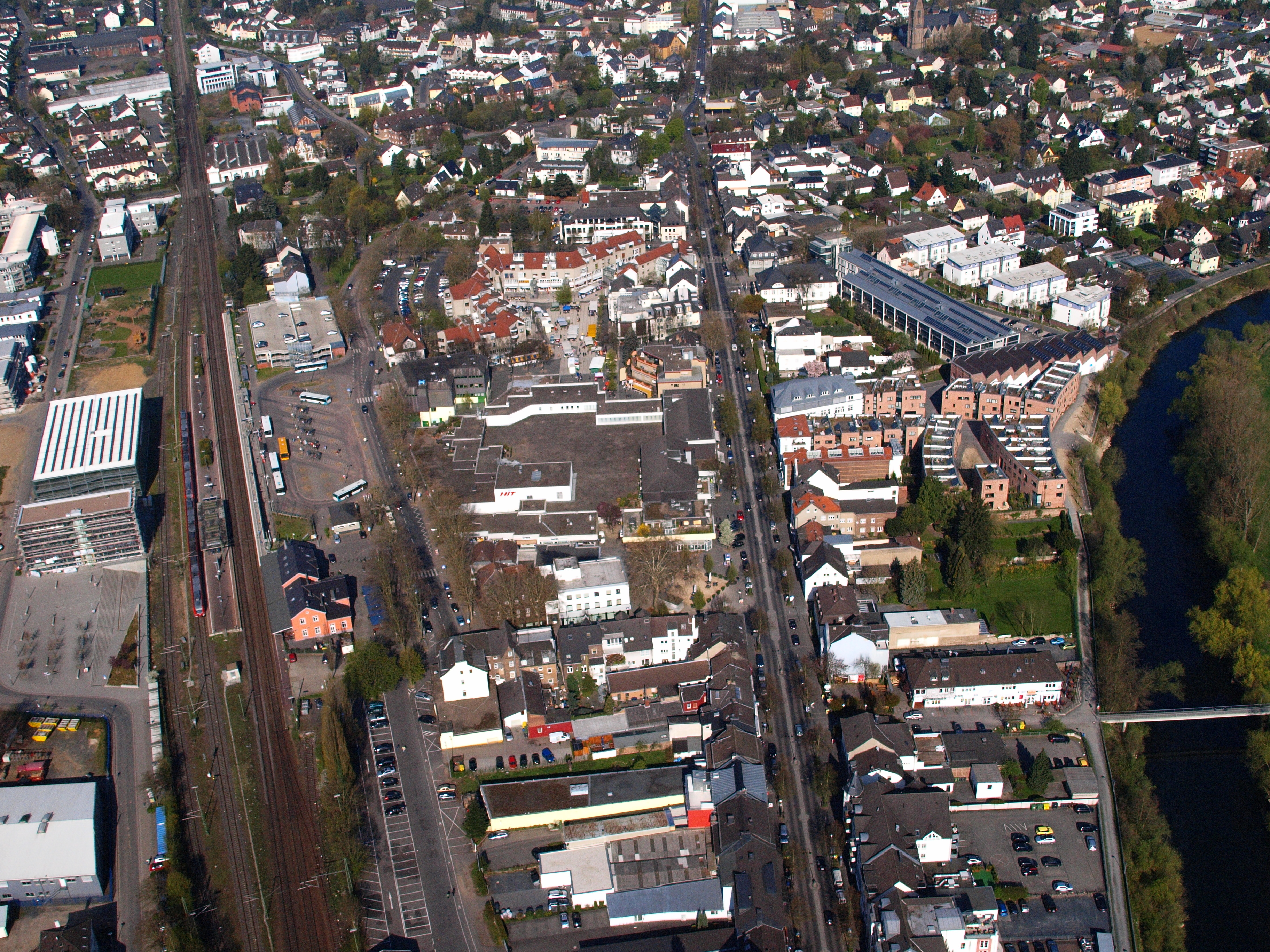
Hennef-Zentrum, Luftaufnahme

Hennef (Sieg) ist eine Stadt im Rhein-Sieg-Kreis in Nordrhein-Westfalen mit fast 100 Ortschaften am Fluss Sieg. Die Zahl der Ortsteile, die teils zu Ortschaften gruppiert sind, liegt noch höher. Daher trägt Hennef auch den Beinamen „Stadt der hundert Dörfer“.

## Geographie

### Geographische Lage
Hennef liegt zwischen Bergischem Land und Westerwald am Anfang des Mündungstals der Sieg, etwa 30 km Luftlinie südöstlich von Köln und 14 km Luftlinie in ostnordöstlicher Richtung von Bonn aus. Der höchste Punkt des Stadtgebietes wird mit gut 285 m ü. NHN am Rande des Ortsteils Eichholz erreicht, der niedrigste mit knapp 60 m ü. NHN an der Sieg beim Ortsteil Stoßdorf.
Im Westen grenzen Siegburg und Sankt Augustin an das Stadtgebiet, im Norden die Gemeinden Neunkirchen-Seelscheid und Ruppichteroth, im Osten die Gemeinde Eitorf, im Südosten die Verbandsgemeinde Asbach in Rheinland-Pfalz und im Südwesten Königswinter.

### Stadtgliederung
Das Gebiet der Stadt ist etwa 105 Quadratkilometer groß. Damit ist Hennef nach Windeck die flächenmäßig zweitgrößte Kommune des Rhein-Sieg-Kreises. Hennef besteht aus dem Zentrum, das mit Geistingen im Südwesten sowie Warth im Osten zusammengewachsen ist, sowie weiteren zum Teil weit verstreuten Ortschaften. Die Eisenbahntrasse trennt die Stadtteile Geistingen und Warth auf der einen Seite und Hennef auf der anderen Seite. Mehrere Bahnübergänge und eine Brücke überwinden die Bahnstrecke. Zwischen den Querungsmöglichkeiten für Autos liegt jedoch mitunter ein Kilometer Wegstrecke.
Durch das Stadtzentrum führt die Frankfurter Straße (früher B 8, heute Landesstraße 333). Zu beiden Seiten befinden sich neben der Innenstadt mit dem gewerblichen Einzelhandel hauptsächlich Wohngebiete – unterbrochen von einigen Mischgebieten. Im Osten Hennefs – am Hossenberg – ist ein neues Gewerbegebiet entstanden. Außerdem existiert am Rande des Zentrums im Ortsteil Geistingen das etwa 50.000 Quadratmeter große Gelände des Kurparkes, das als Sondernutzungsfläche zu Erholungszwecken ausgeschrieben ist. Das Rathaus befindet sich, zusammen mit dem Marktplatz, im Zentrum Hennefs an der Frankfurter Straße und in der Nähe der Sieg. Die übrige Hennefer Innenstadt ist vor allem als Wohngebiet ausgewiesen.
Hennef liegt an der Sieg. Seit 2005 besteht am neu gestalteten Chronos-Areal eine durchgängige Uferpromenade, die Fahrradfahrer und Fußgänger nutzen können. Alternativ kommt man über einen Rad- und Wanderweg zur Sieg. Im Ortsteil Weingartsgasse befindet sich direkt an einer Fußgängerbrücke über die Sieg ein Ausflugslokal mit Außengastronomie.
Neben dem westlichen Gewerbegebiet in Stoßdorf, in dem einige Großunternehmen ihren Stammsitz haben und an dessen Rand sich auch das ehemalige Messegebäude (heute ein Möbelhaus) sowie einige Supermärkte befinden, liegt der Ort Stoßdorf. Zur Sieg hin befinden sich vor allem landwirtschaftliche Flächen.
Die übrigen Ortschaften sind weitgehend in sich geschlossen und oftmals aus Hofanlagen hervorgegangen. Eine Ausnahme bilden die Ortsteile Uckerath, Bierth und Lichtenberg. Durch vermehrte Bautätigkeit wachsen diese immer mehr zusammen. Uckerath bildet das größte Subzentrum in Hennef. Es liegt direkt an der Grenze Nordrhein-Westfalens zur Gemeinde Asbach in Rheinland-Pfalz.

### Liste der Ortschaften
Diese Liste mit 89 Ortschaften zzgl. des Zentralorts entspricht der Auflistung auf der Website der Stadt (Stand: Januar 2021):
- Adscheid
- Ahrenbach
- Allner
- Altenbödingen
- Altglück
- Auel
- Beiert
- Berg
- Blankenbach
- Bödingen
- Bröl
- Bülgenauel
- Büllesbach
- Büllesfeld
- Dahlhausen
- Dambroich
- Darscheid
- Depensiefen
- Derenbach
- Dondorf
- Dürresbach
- Eichholz
- Eulenberg
- Fernegierscheid
- Greuelsiefen
- Hahnenhardt
- Halberg
- Halmshanf
- Hanf
- Happerschoß
- Haus Oelgarten
- Heckelsberg
- Heisterschoß
- Hennef (Zentralort)
- Hermesmühle
- Hofen
- Hommerich
- Hossenberg
- Hove
- Hüchel
- Hülscheid
- Issertshof
- Käsberg
- Kningelthal
- Knippgierscheid
- Köschbusch
- Kraheck
- Kümpel
- Kurenbach
- Kurscheid
- Lanzenbach
- Lauthausen
- Lescheid
- Lichtenberg
- Liesberg
- Löbach
- Lückert
- Meisenbach
- Michelshohn
- Mittelscheid
- Niederhalberg
- Oberauel
- Oberhalberg
- Petershohn
- Raveneck
- Ravenstein
- Rott
- Röttgen
- Rütsch
- Schächer
- Scheuren
- Scheurenmühle
- Sommershof
- Söven
- Stadt Blankenberg
- Stein
- Stoßdorf
- Striefen
- Süchterscheid
- Theishohn
- Uckerath
- Wasserheß
- Weingartsgasse
- Weldergoven
- Wellesberg
- Westerhausen
- Wiederschall
- Wiersberg
- Wippenhohn
- Zumhof

Im Vergleich zur Liste von 2011 waren bereits 2017 folgende Ortschaften weggefallen, weil sie nicht mehr als eigenständige Wohnplätze geführt werden:
- Attenberg
- Bierth
- Blocksberg
- Broich
- Broichhausen
- Buchheide
- Buchholz
- Burghof
- Busch
- Daubenschlade
- Doppelsgarten
- Driesch
- Edgoven
- Geisbach
- Geistingen
- Hammermühle
- Hanfmühle
- Heide
- Hollenbusch
- Hundseich
- Kuchenbach
- Künzenhohn
- Meisenhanf
- Müschmühle
- Niederscheid
- Oberbuchholz
- Oberscheid
- Stotterheck
- Überholz
- Warth
- Wingenshof

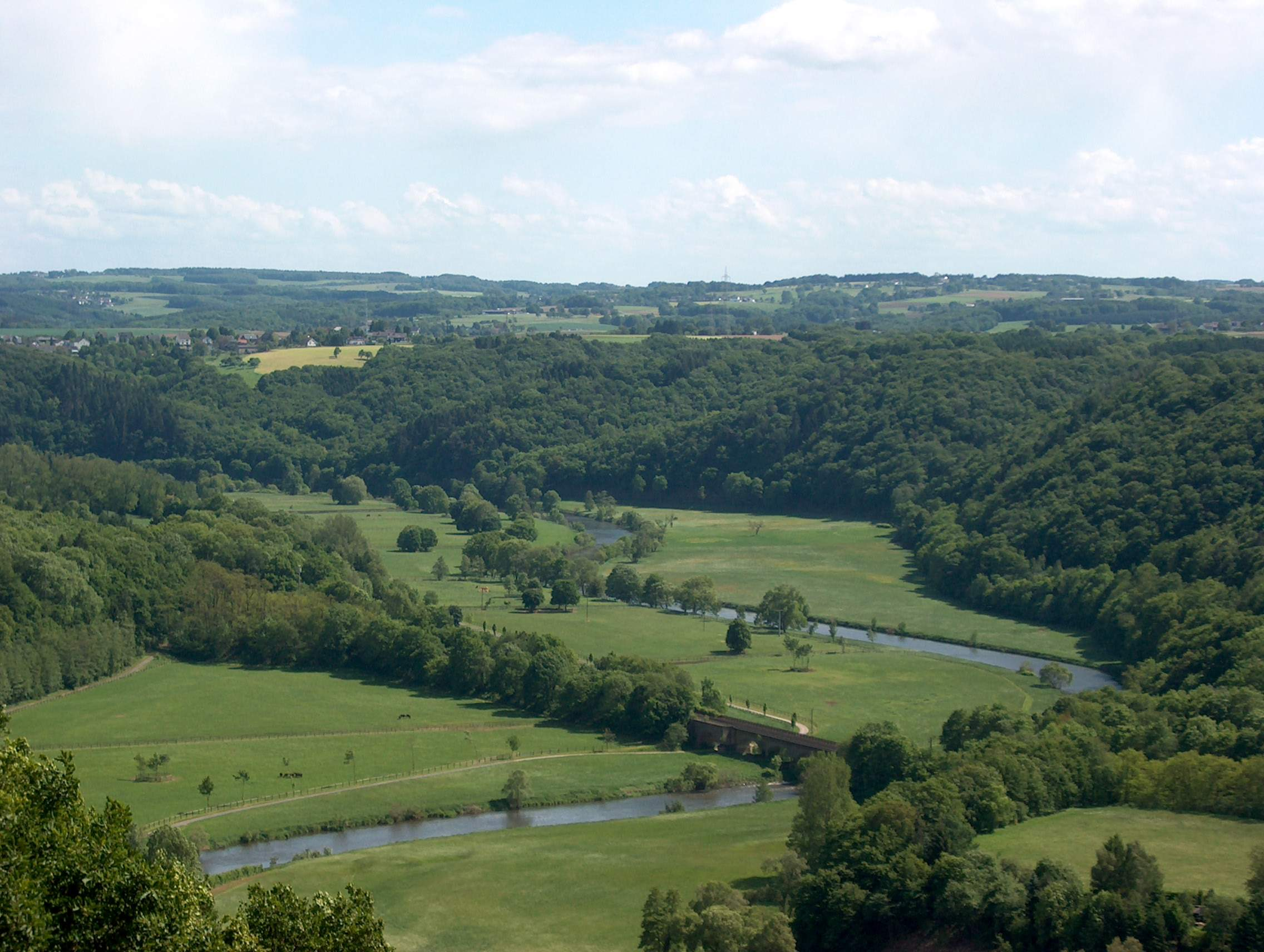
Das Siegtal östlich von Hennef
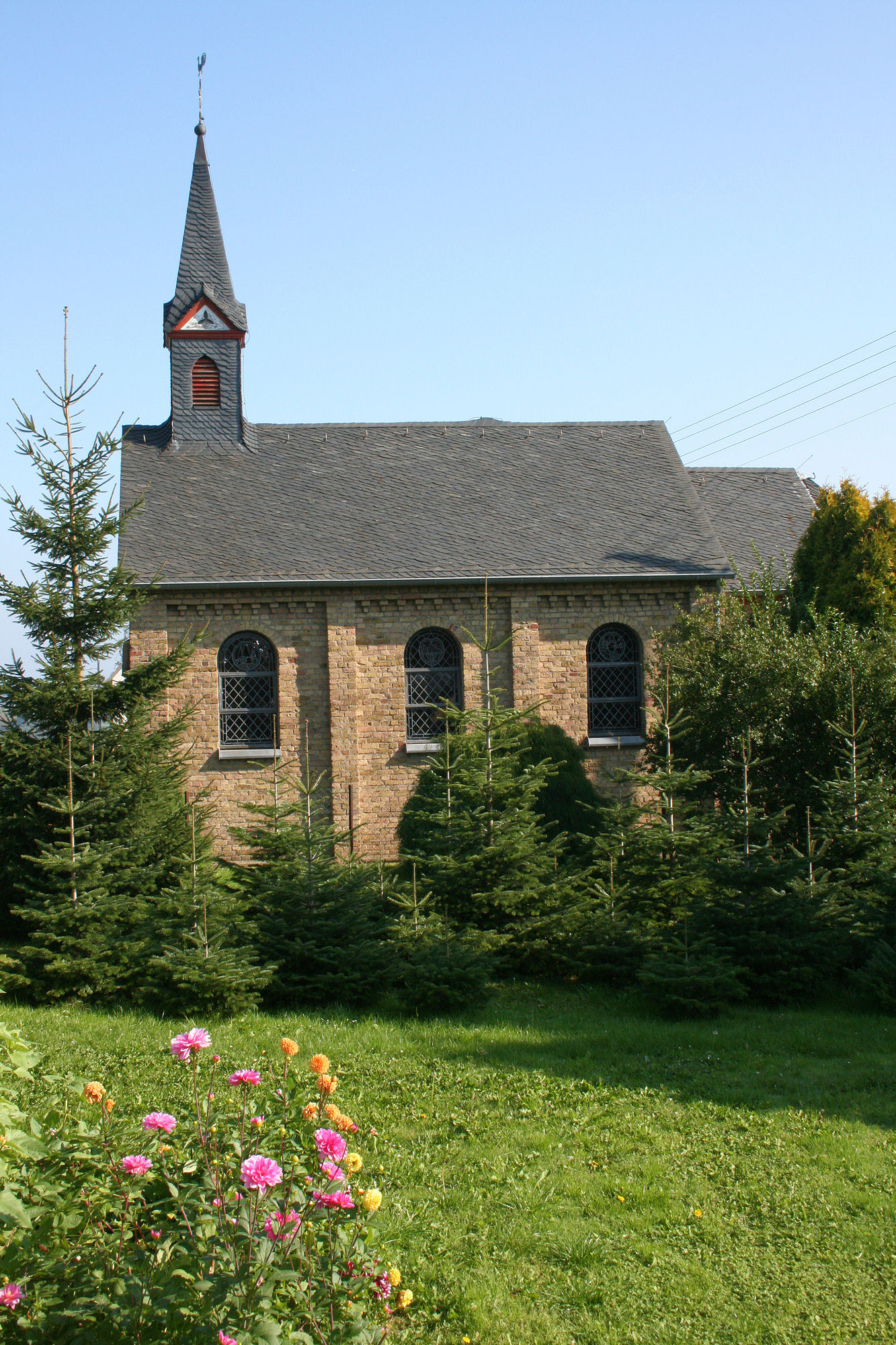
Die Kirche in Wellesberg
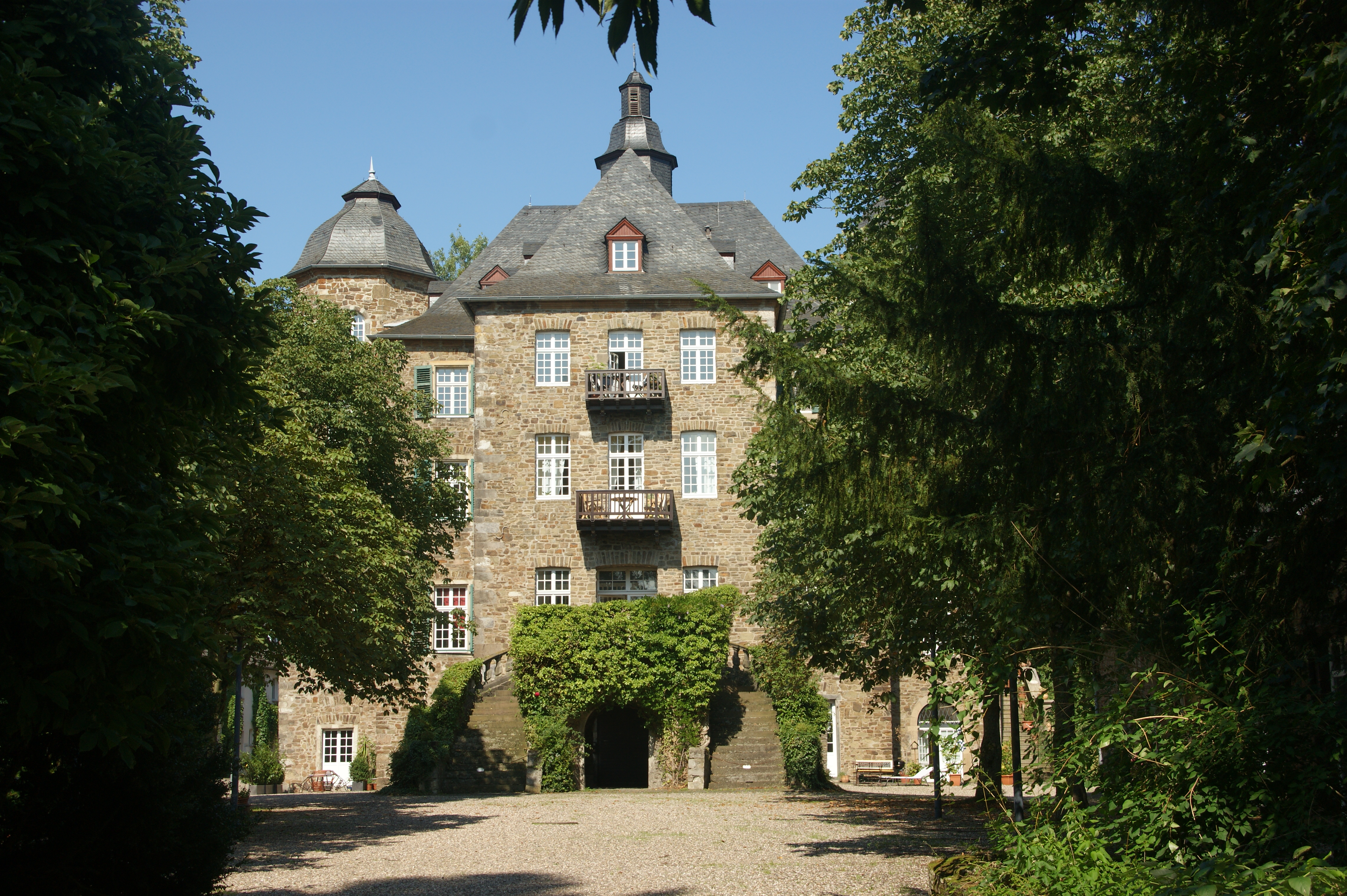
Schloss Allner

### Klima
Das Klima entspricht noch weitgehend dem der Kölner Bucht, unterscheidet sich aber aufgrund der ersten Höhenzüge von Westerwald und Bergischem Land etwas in der Gewitterneigung und Nebelbildung sowie durch häufigeren Regen.

## Geschichte
Der Ortsname Hennef leitet sich vermutlich vom Hanfbach ab, der im germanischen Hanapha genannt wurde, was soviel wie „singender, klingender Bach“ bedeutet. Beide Namen gehören zur „-apa-Namensgruppe“. Die offizielle Schreibweise des Stadtnamens lautet Hennef (Sieg), wobei der Zusatz „(Sieg)“ bereits seit 1934 verwendet wird und einer Verwechslung mit ähnlich klingenden Ortsnamen vorbeugen soll. Hennef wird von manchen auch als Hanf-Stadt gesehen, seit von 1996 bis 1999 hier die CannaBusiness Expo stattfand.
Wichtige Meilensteine aus der Geschichte Hennefs sind:
- Der heutige Ortsteil Geistingen wurde schon 885 in einer Schenkungsurkunde an das Stift Sankt Cassius in Bonn erwähnt.
- Im Jahr 1075 wurde die Kirche erwähnt: „in Hannafo“. Es ist zugleich Hennefs erste Erwähnung.[7]
- 1129 wurde die Kirche in Happerschoß als eine Stiftung des Erzbischofs Anno II. von Köln bezeichnet.
- Im Jahr 1181 wurde die Burg Blankenberg erstmals urkundlich erwähnt.
- Im Jahr 1245 erhielt Blankenberg Stadtrechte.
- 1363 wurde Blankenberg Verwaltungssitz eines bergischen Amtsbezirkes, später Amt Blankenberg genannt.
- 1408 wurde die Wallfahrtskirche „Zur Schmerzhaften Mutter Gottes“ in Bödingen nach 11-jähriger Bauzeit geweiht.
- Im Jahr 1420 wurde das Schloss Allner erstmals urkundlich erwähnt.
- 1424 wurde das Kloster Bödingen gegründet.
- 1555 bestand das Gebiet der heutigen Stadt aus den Kirchenspielen Geistingen (zu dem das kleine Dorf Hennef gehörte), Eigen, Uckerath und der Stadt Blankenberg.[8]
- 1588 wurden Geistingen und Hennef im Truchsessischen Krieg niedergebrannt.
- 1791 gab es in insgesamt 14 heutigen Ortsteilen Schulen.
- 1803 wurde das Kloster Bödingen im Zuge der Säkularisation aufgelöst.
- 1805 verlor Blankenberg seine Stadtrechte wieder.
- 1806 kam Hennef unter französische Verwaltung im Großherzogtum Berg und wurde 1808 Sitz einer Mairie und des Kantons Hennef.
- 1815 kam das Rheinland zum Königreich Preußen, 1816 wurden im heutigen Stadtgebiet die Bürgermeistereien Hennef, Lauthausen und Uckerath im Kreis Uckerath eingerichtet.
- Im Jahr 1859 wurde Hennef an das Eisenbahnnetz durch Fertigstellung der Strecke Köln-Deutz–Hennef angebunden.
- Im Verlauf des Jahres 1903 wurde das Kloster Geistingen fertiggestellt.
- Am 1. April 1934 wurden die Gemeinden Blankenberg und Geistingen zur „Gemeinde Hennef“ zusammengeschlossen. Zugleich wurde das Amt Hennef aufgehoben.
- Der Ortsteil Blankenberg wurde im Jahr 1953 in „Stadt Blankenberg“ umbenannt.
- Am 1. August 1969 entstand im Rahmen der kommunalen Neugliederung in Nordrhein-Westfalen das heutige Hennef aus den drei bisherigen Gemeinden Hennef, Lauthausen und Uckerath.[9]
- Im Jahr 1976 wurde Hennef als Kneipp-Kurort anerkannt.[10]
- Am 1. Januar 1981 wurde Hennef eine Stadt.[11]

Bis zum Anfang des 20. Jahrhunderts wurde an den Hängen der Stadt Wein angebaut. Der Beruf des Winzers starb wegen schlechter Wetterbedingungen und durch die Konkurrenz der Industrielöhne aus. Es gibt seit 1985 wieder eine kleine Rebfläche (200 Weinstöcke) im Ortsteil „Stadt Blankenberg“.
1869 gründete Carl Reuther die „Reuther & Co. Landwirtschaftliche Maschinenfabrik Hennef“; 1881 gründete er zusammen mit Eduard Reisert die „Hennefer Maschinenfabrik Carl Reuther und Reisert“. Das Unternehmen wurde 1950 umbenannt in „Chronos-Werk Reuther und Reisert“. Reuther und Reisert erfanden 1883 die erste automatische eichfähige Waage der Welt.
In der zweiten Hälfte des 19. Jahrhunderts verbesserten sich die Lebensverhältnisse und der Wohlstand wuchs.
Im Jahr 1984 hat Hennef den Titel „Staatlich anerkannter Kneipp-Kurort“ aufgegeben; ein Überbleibsel aus Zeiten des Kurbetriebs ist das „Kurhaus Sebastian Kneipp“.

## Einwohnerentwicklung
Die Einwohnerzahl von Hennef stieg von 1985 (30.107 Einwohner) bis 2015 (46.902) um 56 Prozent. Hennef hat nach Troisdorf, Sankt Augustin und Bornheim die viertgrößte Bevölkerung im Rhein-Sieg-Kreis.
| Jahr          | 1987   | 1990   | 1995   | 2000   | 2005   | 2010   | 2015   | 2016   | 2017   |
| ------------- | ------ | ------ | ------ | ------ | ------ | ------ | ------ | ------ | ------ |
| Einwohnerzahl | 29.968 | 32.521 | 38.115 | 42.711 | 45.493 | 46.114 | 46.902 | 47.237 | 47.293 |

## Schulen
Hennef beherbergt neun Grundschulen, das Städtische Gymnasium Hennef und das Carl-Reuther-Berufskolleg des Rhein-Sieg-Kreises in Hennef. Die Hauptschule sowie die Kopernikus-Realschule liefen 2018 aus; in deren Gebäuden wurde 2013 die Gesamtschule Hennef-West als zweite städtische Gesamtschule eingerichtet. Die erste städtische Gesamtschule war die Gesamtschule Hennef Meiersheide. Weiterhin gibt es drei Förderschulen (Schule in der Geisbach, Richard-Schirrmann-Schule, Sankt Ansgar Schule), ein weiteres Berufskolleg (Sankt Ansgar Berufskolleg), das private Kunstkolleg Hennef – Gesamtschule und Berufliches Gymnasium und die Rhein-Sieg-Akademie für Realistische Bildende Kunst und Design.

## Politik

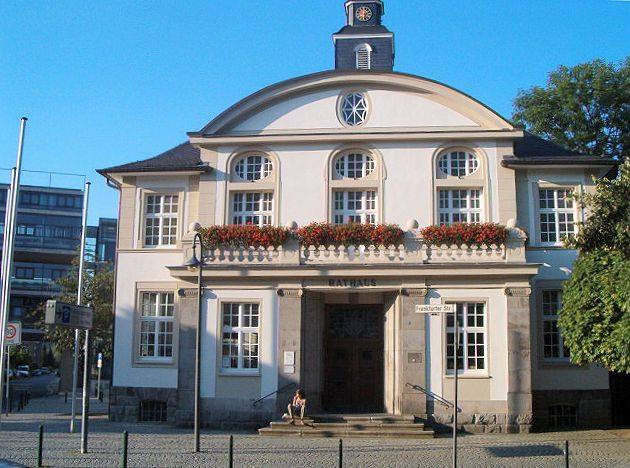
Altes Rathaus der Stadt Hennef

### Stadtrat
Die 48 Sitze des Stadtrats verteilen sich wie folgt:
- CDU: 19 Sitze
- SPD: 13 Sitze
- Die Unabhängigen: 3 Sitze
- GRÜNE: 8 Sitze
- FDP: 3 Sitze
- LINKE: 2 Sitze

1999 bildeten die Fraktionen der CDU und von Bündnis 90/Die Grünen zum ersten Mal in der Geschichte der Stadt eine Koalition. Diese wurde nach den Ratswahlen von 2004 fortgesetzt. Nach der Kommunalwahl 2009 ging die CDU ein Bündnis mit der FDP ein, wie bereits vor der Kommunalwahl 1999. Diese Koalition erreichte bei der Kommunalwahl 2014 wegen deutlicher Verluste keine Mehrheit mehr. Seit 2014 bilden CDU, FDP und „Die Unabhängigen“ ein Bündnis.
Bürgermeister von Hennef ist Mario Dahm (SPD). Er gewann in einer Stichwahl am 27. September 2020 mit 58,67 % gegen Klaus Pipke, der das Amt seit 2004 innehatte.
Der Rat der Stadt Hennef wählte aus seinen Reihen mehrheitlich folgende stellvertretende Bürgermeister:
- 1. stellv. Bürgermeister: Thomas Wallau (CDU)
- 2. stellv. Bürgermeister: Veronika Herchenbach-Herweg (SPD)
- 3. stellv. Bürgermeister: Kevin Müllerke (FDP)[22]

| Gemeinde-/Stadtdirektoren | Bürgermeister (ehrenamtlich)                                                               | Bürgermeister (hauptamtlich)                                                                      |
| --- | ------------------------------------------------------------------------------------------ | ------------------------------------------------------------------------------------------------- |
| Gemeindedirektor - 1969–1981 Johann Wilhelm Moß Stadtdirektoren - 1981–1982 Johann Wilhelm Moß - 1982–1997 Karl Kreuzberg (parteilos) | - 1969–1979 Hans Böhm (CDU) - 1979–1984 Hans Welbers (SPD) - 1984–1997 Emil Eyermann (CDU) | - 1997–2004 Karl Kreuzberg (parteilos) - 2004–2020 Klaus Pipke (CDU) - seit 2020 Mario Dahm (SPD) |

### Wappen
| Wappen von Hennef | Blasonierung: „In Rot zwischen zwei schlanken, mit schwarzer Fensterfüllung ausgestatteten, silbernen Türmen ein breiter, von drei Türmchen bekrönter, gleichfarbener Zinnenturm; alle stehen auf einem silbernen Rippengewölbe und über einer aus der Schildrundung wachsenden, gleichfarbigen Zinnenmauer. Das Gewölbe überspannt einen roten Dreiberg, in dessen Mitte ein silberner Schild mit steigendem, in der rechten Tatze eine blaue Weintraube haltendem, blaubewehrtem und -bezungtem roten Löwen steht; der Schild ist flankiert von je fünf und bekrönt von zwei silbernen Kreuzen.“ |
| Wappen von Hennef | Wappenbegründung: Das Wappen zeigt im oberen Teil die ehemalige Burg der Stadt Blankenberg und geht zurück auf das Stadtsiegel von Blankenberg. Darunter ist das Wappen des Herzogtums Berg mit dem Bergischen Löwen zu sehen, da Hennef früher zum Bergischen Land gehörte. Die Weintrauben beziehen sich darauf, dass diese früher an den Hängen der Berge angebaut wurden. |

### Städtepartnerschaften
Die Stadt Hennef (Sieg) unterhält Partnerschaften mit folgenden Städten:
- Banbury, Vereinigtes Königreich (seit 1981)
- Le Pecq sur Seine, Frankreich (seit 1997)
- Nowy Dwór Gdański (Tiegenhof), Polen (seit 2001)

Darüber hinaus besteht seit 1992 eine Städtefreundschaft mit Heilbad Heiligenstadt in Thüringen.

## Kultur und Sehenswürdigkeiten

### Theater

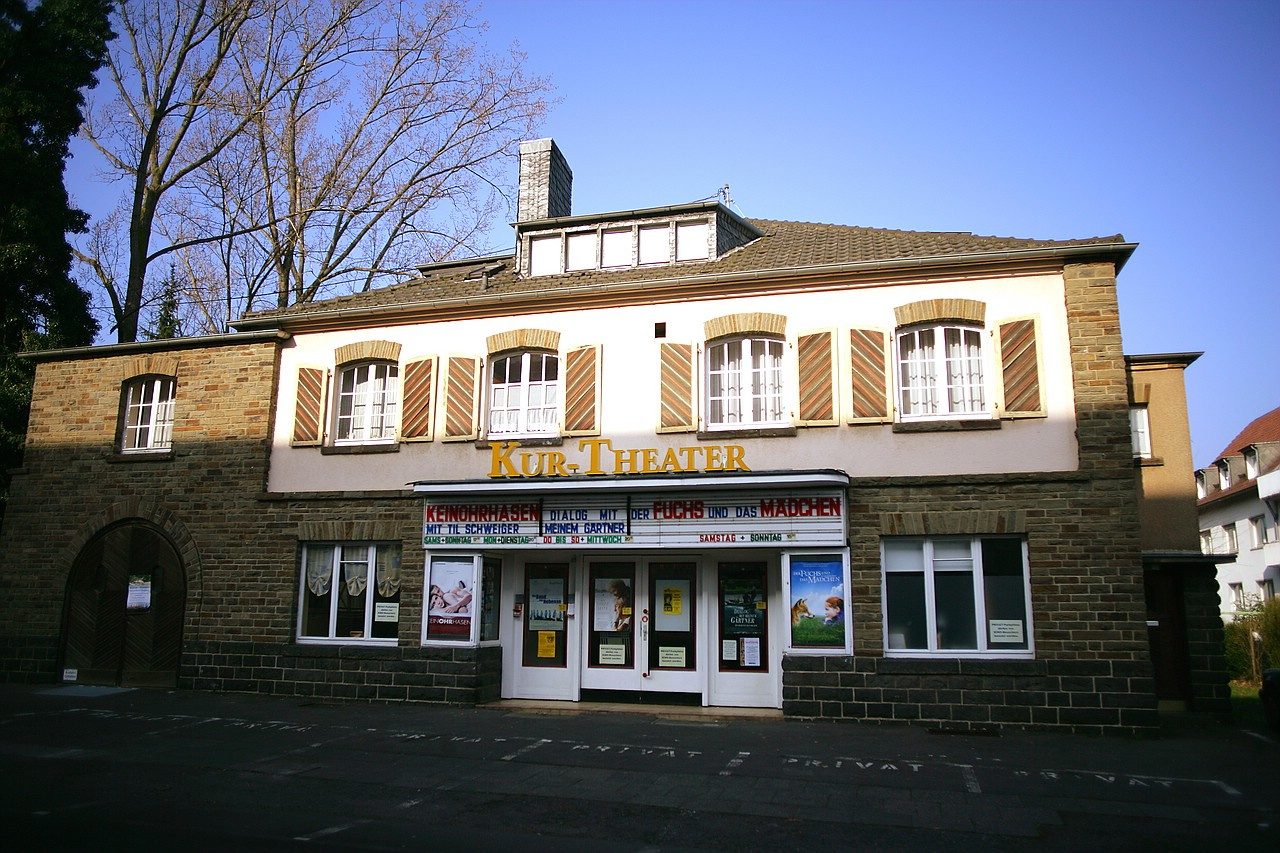
Kur-Theater Hennef

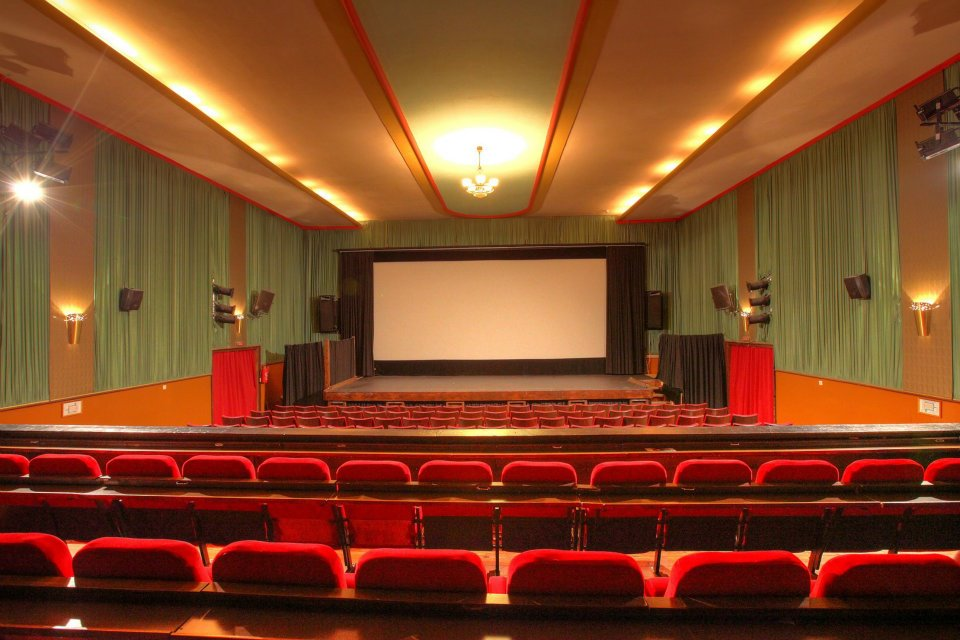
Kur-Theater Hennef, Saal mit Blick auf die Leinwand

Im Jahr 2003 wurde das Kurtheater Hennef, das letzte von ehemals drei Kinos in Hennef, geschlossen. Daraufhin wurde auf Initiative des damaligen Beigeordneten der Stadt, Lutz Urbach, der dies in Privatinitiative betrieb, gemeinsam mit Daniel Huys und Manfred Raderschad, ein Verein ins Leben gerufen, der das Kur-Theater seither als Kino und Kleinkunstbühne am Leben hält. Der Verein „Kur-Theater Hennef e. V.“ bietet im Kur-Theater (190 Plätze) Kino-Veranstaltungen wie auch ein umfassendes Kultur-Programm. Seit 2005 wurde das Kinoprogramm des Kur-Theaters elf Mal von der Filmstiftung NRW mit der Jahresfilmprogramm-Prämie und vier Mal mit dem Kinoprogrammpreis des Beauftragten der Bundesregierung für Kultur und Medien ausgezeichnet.
Im November 2008 feierte der Verein sein fünftes Jubiläum und das 70-jährige Bestehen des Gebäudes. Ein sechsköpfiger Vorstand leitet den über 1000 Mitglieder zählenden Verein.

### Karneval / 5. Jahreszeit
Hennef ist eine Karnevalshochburg im Rheinland, der Karneval spielt wie auch in Köln in Hennef eine besondere Rolle. Dazu gehören die Karnevalssitzung, die verschiedenen Karnevalsumzüge sowie die alljährliche Rathauserstürmung. Narrenruf ist hier das im Rheinland verbreitete „Alaaf“.
Im gesamten Stadtgebiet verteilt gibt es 27 Karnevalsvereine.
Insgesamt finden 7 Karnevalsumzüge statt, der größte im Zentralort am Rosenmontag, für den man sich bei der Zugleitung des Komitees Hennefer Karneval anmelden kann.
Organisiert wird der größte Teil der Karnevalsveranstaltungen im Einzelnen durch die 5 großen Gesellschaften, die sich im Komitee Hennefer Karneval e. V. zusammengeschlossen haben:
- erste Hennefer Karnevals-Gesellschaft von 1902 e. V.[25]
- Große Geistinger Karnevalsgesellschaft 1897 e. V.[26]
- Quer durch de Waat e. V.[27]
- 1. Hennefer Stadtsoldaten vun 1983 e. V.[28]
- Fidele Flotte Dondorf e. V.[29]

### Parks
Im südlichen Stadtzentrum (Ortsteil Geistingen) befindet sich zwischen der Kurhausstraße und dem Steimelsberg der alte Kurpark. Er erinnert an die Kurtradition in Hennef und ermöglicht verschiedene Freizeitnutzungen. Hier befinden sich unter anderem ein Wildgehege und eine Teichanlage mit Enten.

### Naturdenkmäler
Südlich von Geistingen im Wald Weingartsberg stehen in Höhe der Sportschule etwa hundert Meter auseinander zwei Stieleichen. Eine ist etwa dreihundert Jahre alt, die andere über fünfhundert Jahre.

### Stadt Blankenberg
Der Ort Stadt Blankenberg mit seiner Pfarrkirche Sankt Katharina (Mitte 13. Jahrhundert) ist jedes Jahr Anziehungspunkt für Tausende Touristen. Die mittelalterliche Stadtsiedlung in hervorragendem Erhaltungszustand liegt zwischen Ahrenbachtal und Pferdesiefen hoch über der Sieg und bietet einen einzigartigen Blick über Hennef. Zu bestimmten Zeiten im Jahr ist die Besichtigung der teilweise erhaltenen Burganlage möglich. Zudem gibt es ein Turmmuseum und ein Weinbaumuseum. Durch Nachtwächterführungen und spezielle Führungen für Kinder hat die Stadt Blankenberg noch an touristischem Zuspruch gewonnen. Ebenfalls interessant für einen Besuch mit der ganzen Familie ist der einmal jährlich, jeweils am 2. Sonntag im September, stattfindende Floh- und Kunsthandwerkermarkt.

### Marienwallfahrtsort Bödingen
Der Marienwallfahrtsort Bödingen mit seiner im Jahr 1408 geweihten und nach wie vor sehr gut erhaltenen Wallfahrtskirche „Zur Schmerzhaften Mutter Gottes“ ist ein weiterer Anziehungspunkt in Hennef, der nicht nur Touristen, sondern auch Pilger anlockt. Über die Jahrhunderte wuchs der Pilgerstrom nach Bödingen stark an und verhalf auch dem 1424 gegründeten Kloster Bödingen zu einem erheblichen Wachstum. Obwohl das Kloster 1803 im Zuge der Säkularisation aufgelöst wurde, fanden und finden weiterhin Wallfahrten statt. Allerdings sind die Pilgerscharen heute erheblich kleiner, auch wenn in den letzten Jahren wieder ein Anwachsen zu verzeichnen ist.
Eine Besonderheit ist das 1423 vom Kölner Provinzialkonzil für die gesamte Kirchenprovinz eingeführte Kompassionsfest, das seither nördlich der Alpen nur noch in Bödingen jährlich gefeiert wird.

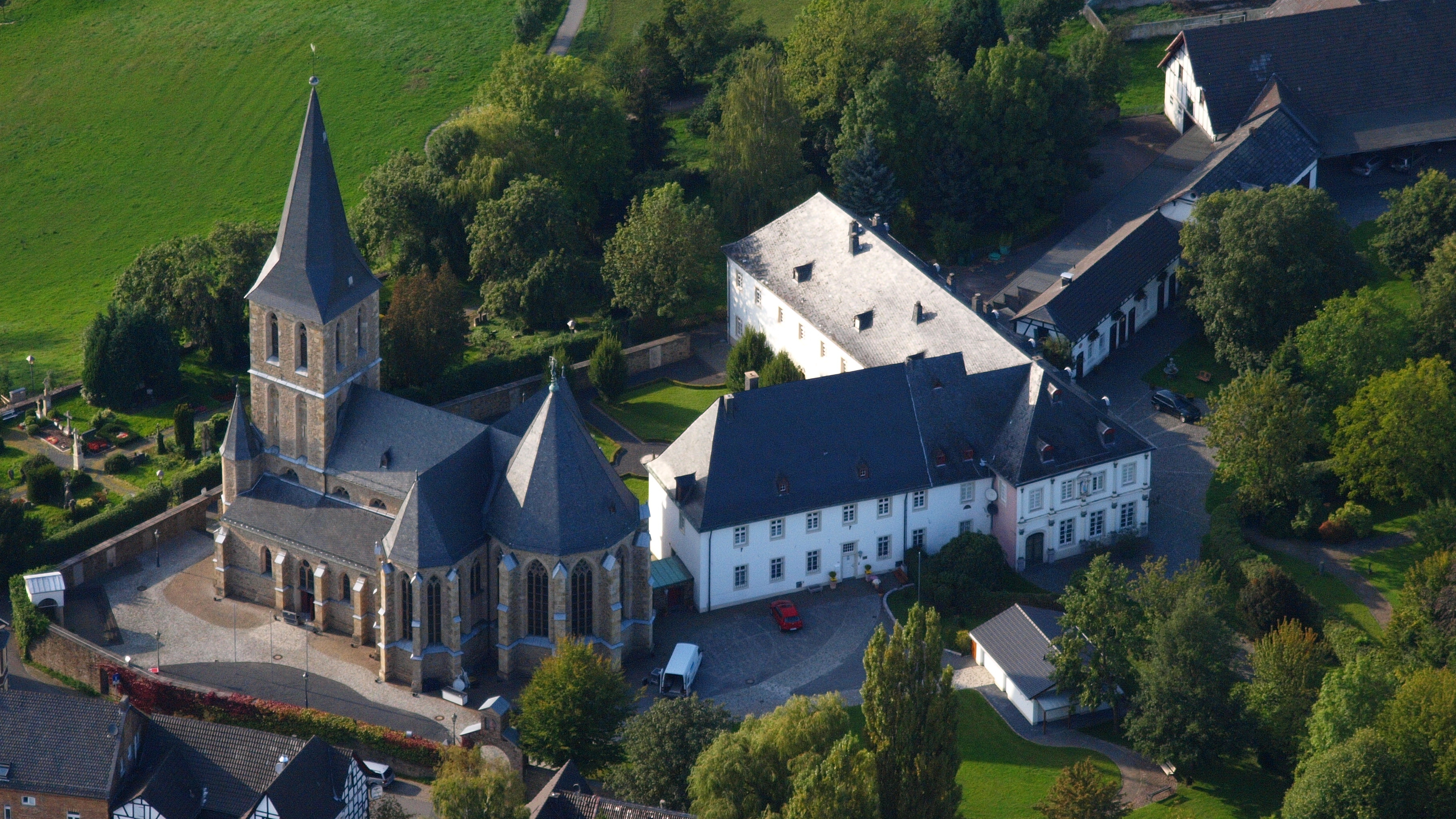
Wallfahrtskirche „Zur schmerzhaften Mutter“ mit daneben stehendem Pfarrhaus im ehemaligen Kloster
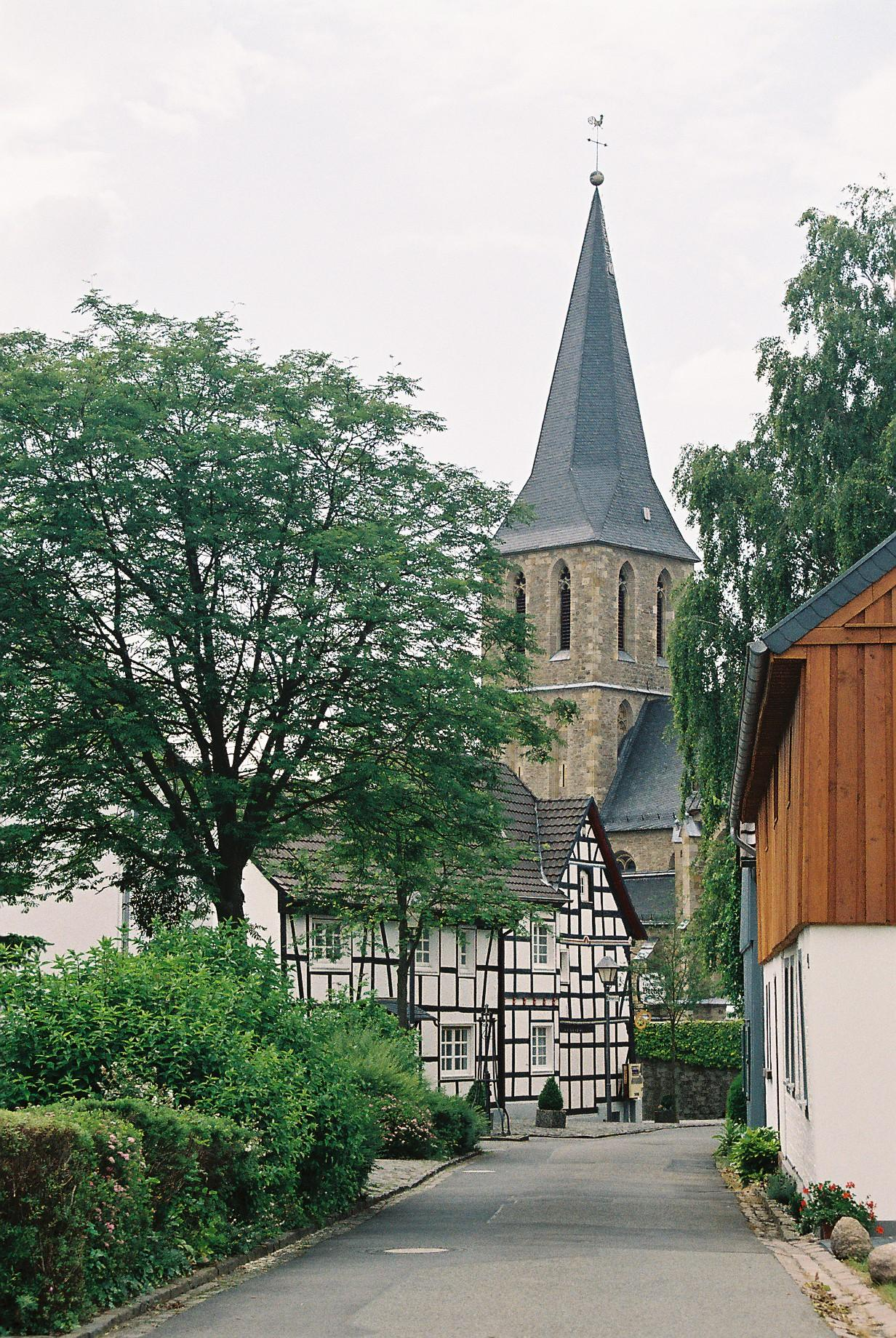
Ortskern mit Blick auf die Wallfahrtskirche

### Denkmalbereiche
Hennef beheimatet insgesamt drei Denkmalbereiche:
- Bereits 1987 wurde der Ortskern von Stadt Blankenberg in seiner Gesamtheit zum Denkmalbereich erklärt. Mit seiner umfassenden Burganlage und dem fachwerklichen Ortskern ist Stadt Blankenberg immer noch ein mittelalterliches Kleinod.
- Nur wenig später, nämlich 1989, wurde auch der Ortskern von Bödingen in seiner Gesamtheit unter Denkmalschutz gestellt, welcher sich nicht nur auf die Wallfahrtskirche erstreckt. Vielmehr umfasst er den gesamten Dorfkern, der nach der Feuersbrunst im Jahr 1636 wieder neu aufgebaut wurde und noch viele gut erhaltene schöne Fachwerkhäuser enthält.[36]
- Schließlich wurde 2008 der Denkmalbereich „Historische Kulturlandschaft ‚Unteres Siegtal: Stadt Blankenberg – Bödingen‘“[37] ins Leben gerufen. Der Bereich umfasst als wesentliche Komponenten einerseits Stadt Blankenberg mit der Burg und andererseits den Wallfahrtsort Bödingen mit der Wallfahrtskirche sowie die gesamte dazwischenliegende, beide Seiten verbindende Siegaue.

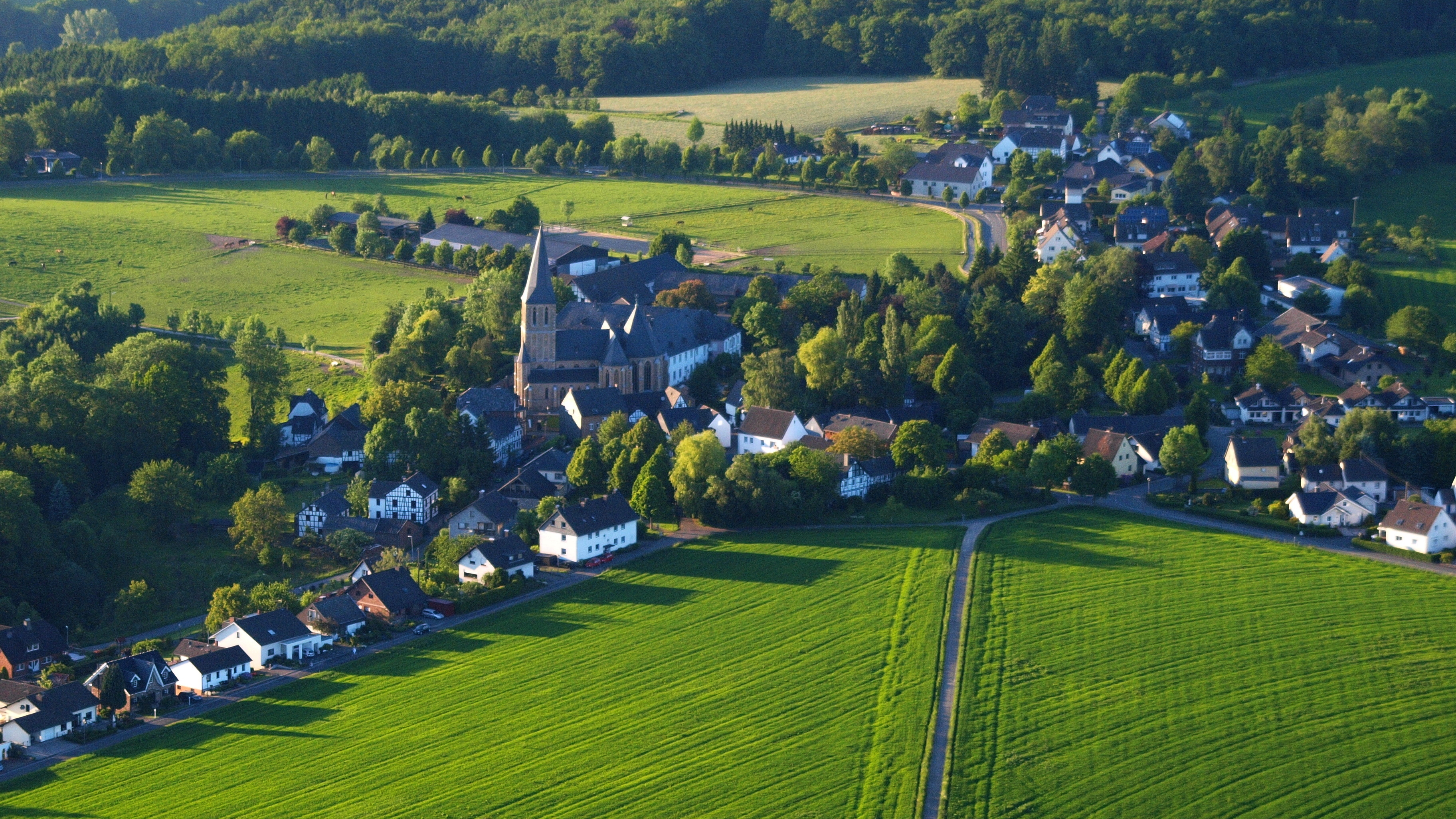
Luftaufnahme von Bödingen
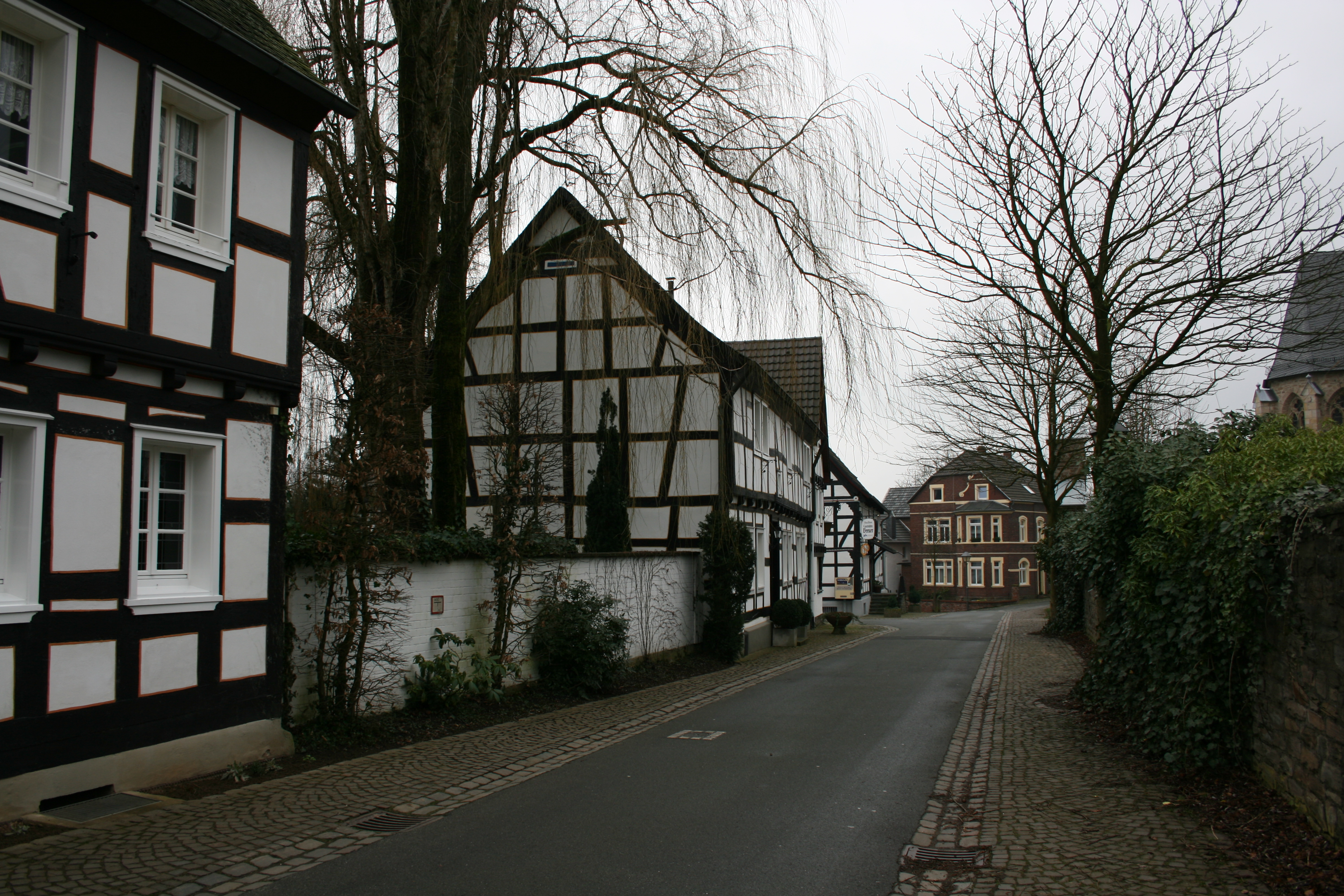
Der unter Denkmalschutz stehende Ortskern von Bödingen

### Höfe im Hennefer Zentrum
In einem Bereich der Frankfurter Straße von gerade einmal 200 Metern befinden sich drei gut erhaltene historische Hofanlagen und ein barockes Wohngebäude, die allerdings im Privatbesitz stehen und nur von der Straße aus besichtigt werden können.
- An der Einmündung der Steinstraße, gegenüber dem ehemaligen Amtsgerichtsgebäude, liegt der Heymershof von 1790, der zwischen 1817 und 1825 Sitz des Landratsamtes des Kreises Siegburg war und heute noch mit seinen beiden Wirtschaftsflügeln vollständig erhalten ist.
- Etwas weiter östlich folgt der Proffenhof, der 1722 erbaut wurde und u. a. dem Landdinger (Richter)geschlecht derer von Proff als Wohnsitz diente. Diese Familie stellte zwischen 1660 und 1799 die Landdinger des Amtes Blankenberg. Der östliche Wirtschaftsflügel musste dem Ausbau der Beethovenstraße weichen.
- 1711 wurde der Lindenhof errichtet, dessen Garten denkmalgeschützt ist und der heute eine Kunstgalerie beherbergt. Auch hier sind die beiden Wirtschaftsflügel nahezu vollständig erhalten.
- Gegenüber der Kaiserstraße findet sich die Wasserburg, die 1766 anstelle eines älteren Gebäudes von 1582 entstand und nach ihrem Erbauer lange Zeit auch Paeffgens-Hof hieß. Vor dem Haus ist noch ein Teil des ehemaligen namensgebenden, aber heute trockenliegenden Wassergrabens erhalten. Historische Nebengebäude des Anwesens existieren nicht mehr.

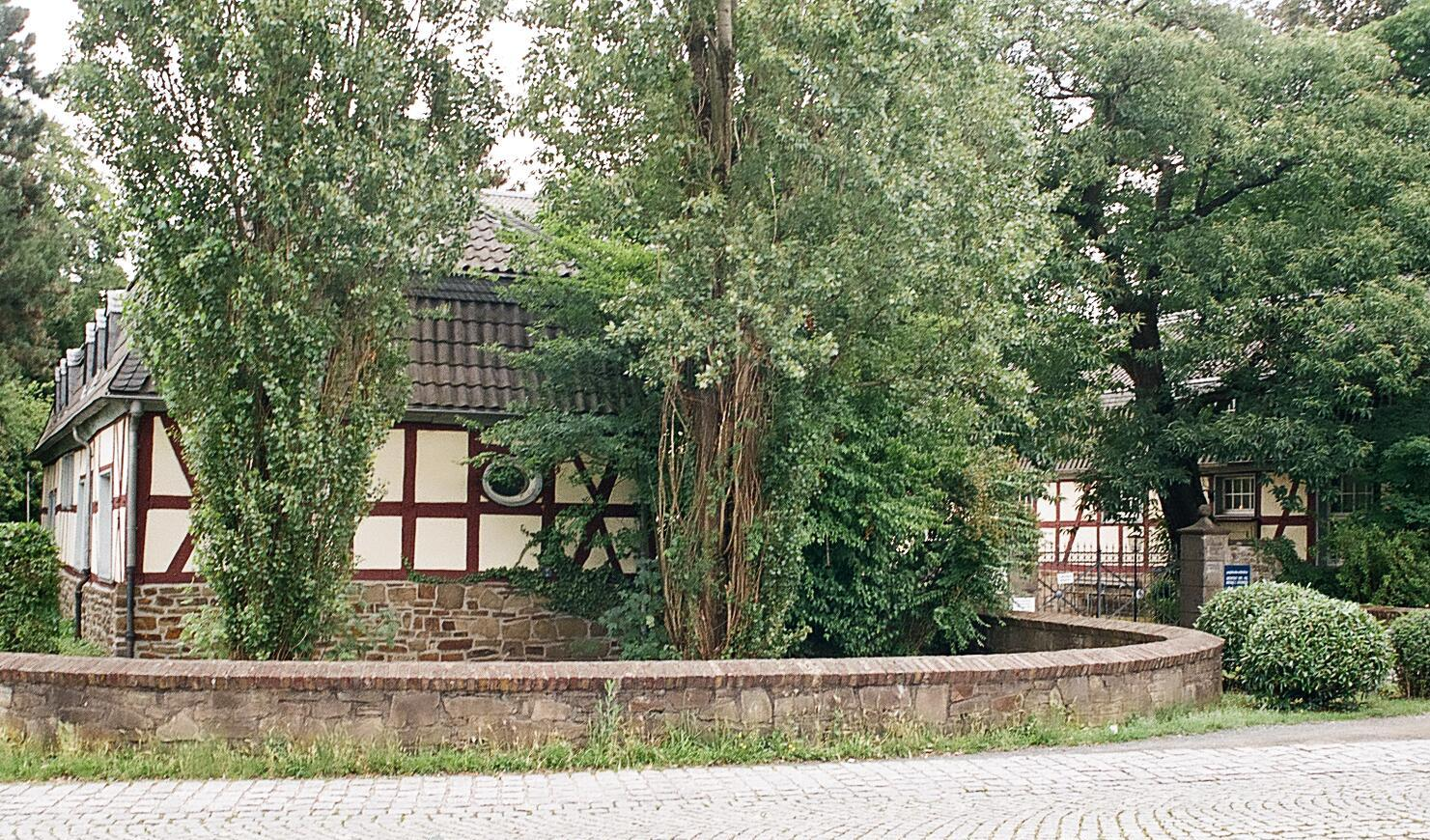
Wirtschaftsflügel des Heymershofes, Straßenseite
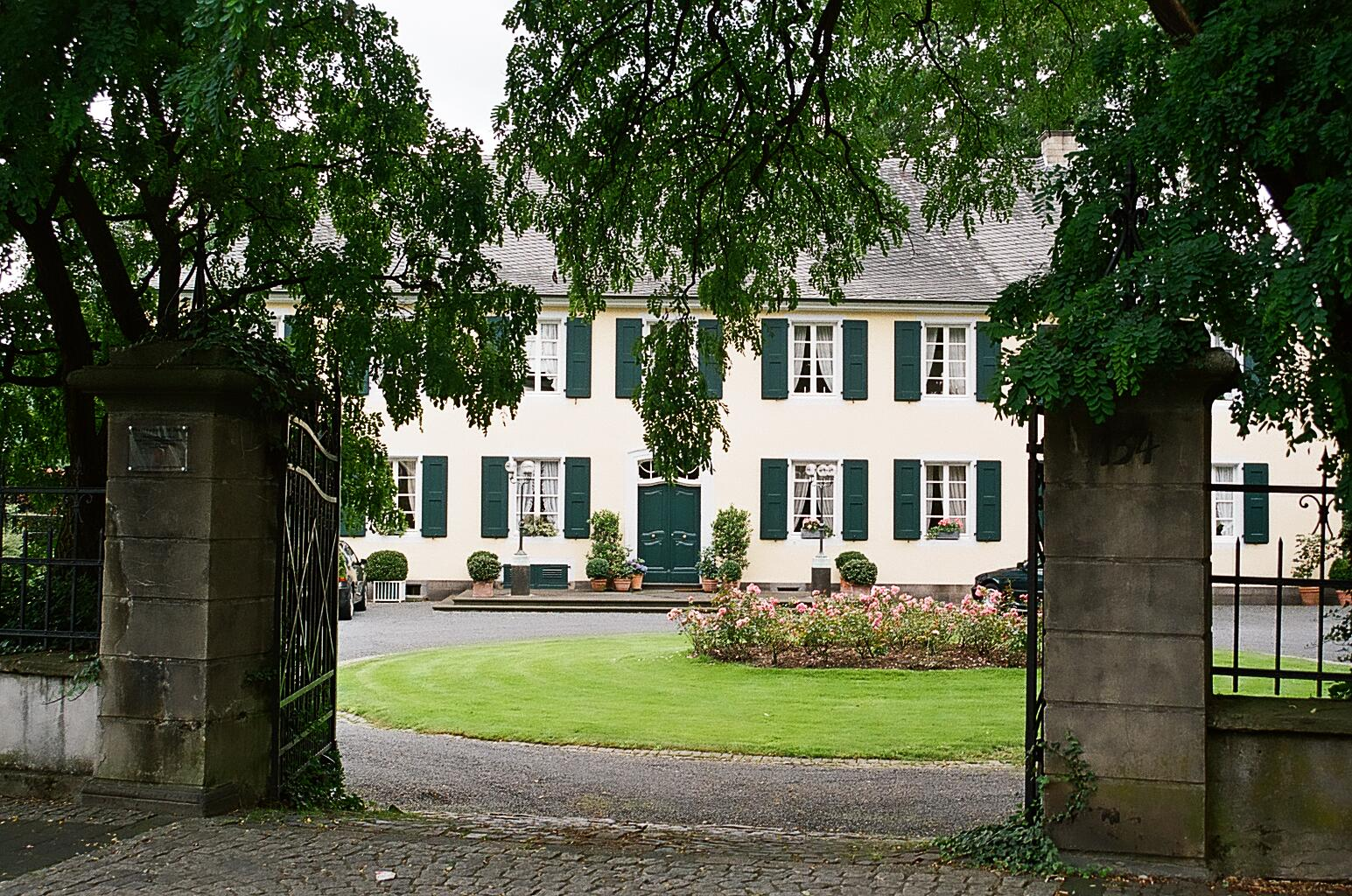
Proffenhof
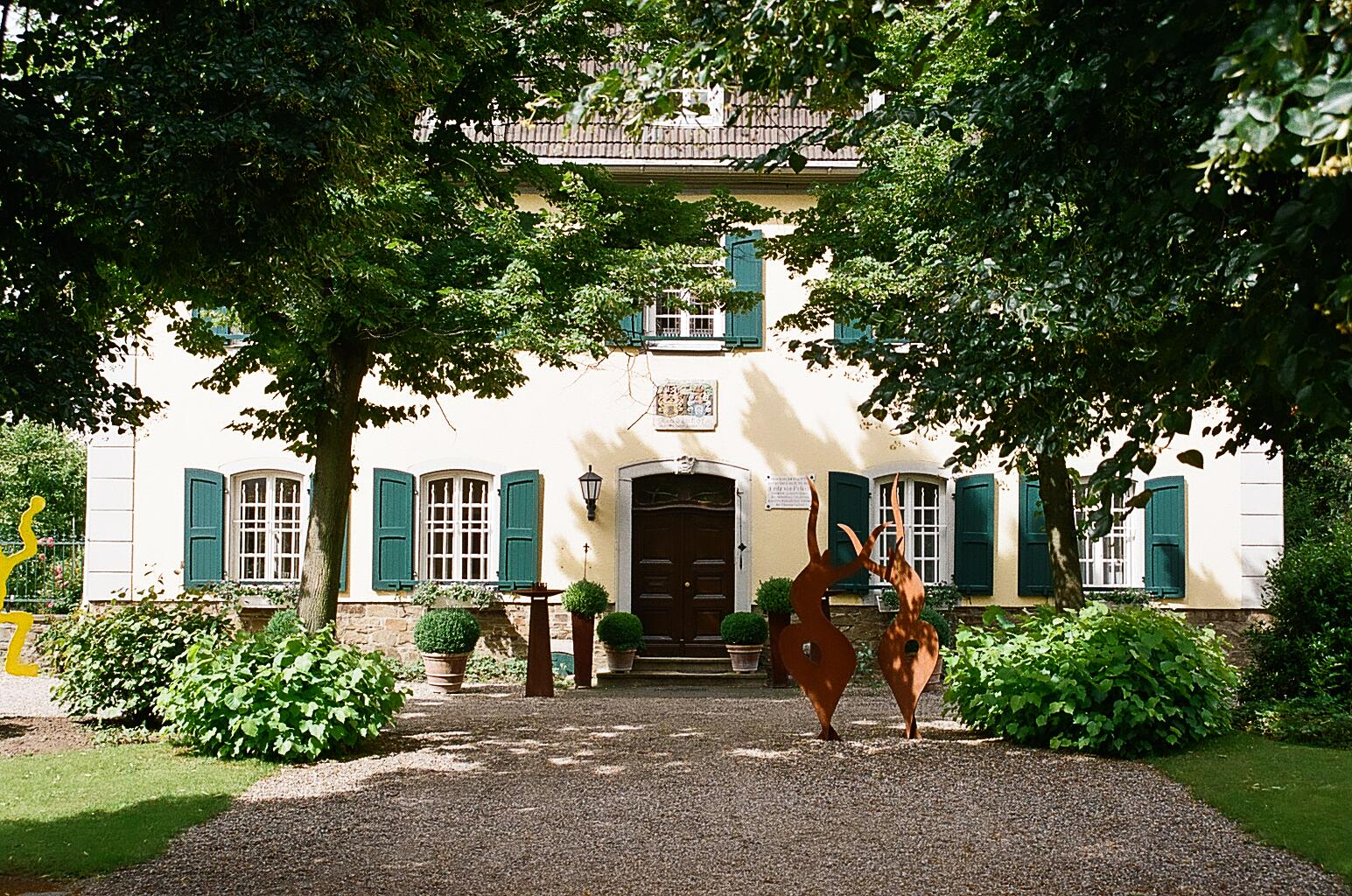
Lindenhof
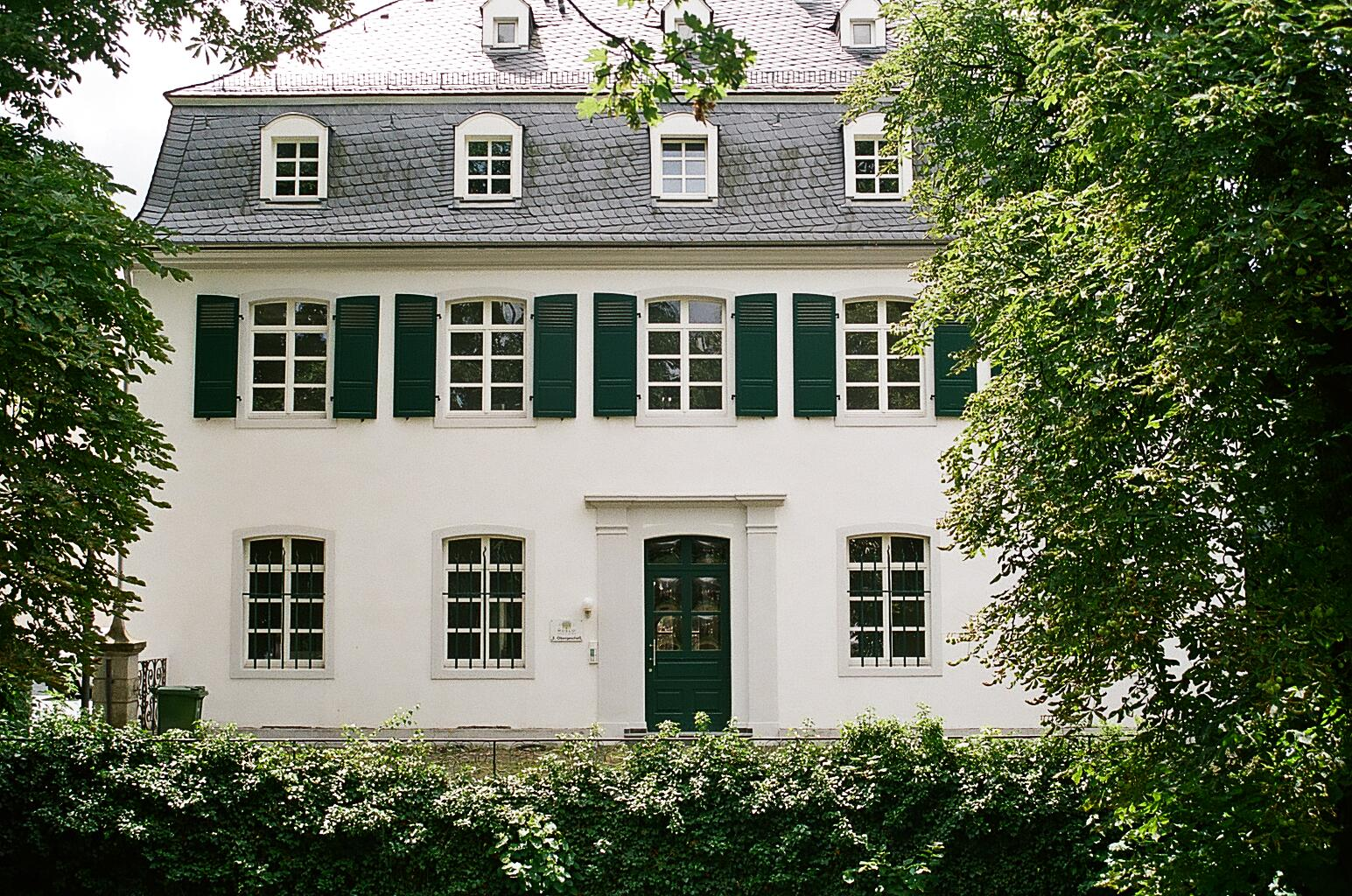
Wasserburg

### Bodendenkmäler
Die Hennefer Denkmalliste verzeichnet eine Reihe von Bodendenkmälern. Dazu gehören neben den oben bereits erwähnten Stadt und Burg Blankenberg u. a.:
- Ringwall „Die Alte Burg“
- Gruben Altglück, Wellesberg und Bennerscheid; siehe Liste der Erzgruben in Hennef
- Motte Ravenstein, Süchterscheid; siehe Burg Ravenstein
- Hofwüstung Abtshof, Geistingen
- Höhensperre „Driescher Grengel“, Driesch, am Nutscheider Höhenweg
- Höhensperre „Stockumer Grengel“, Stockum, am Nutscheider Höhenweg
- Steiner Mühle, Mühlteich, Obergraben, Untergraben, in Stein
- Mühlenwüstung Allner Mühle (Mühlengraben mit verlandetem Obergraben, Untergraben, Mühlteich), in Allner-Müschmühle

### Bröler Schule
Am 26. August 1909 wurde Richard Schirrmann mit einer Schulklasse in der Nähe von Hennef/Bröl von einem Gewitter überrascht. In der nahegelegenen Schule fand er Zuflucht. Hier schuf er die Idee der Jugendherberge und begründete damit das Deutsche Jugendherbergswerk.

## Sport

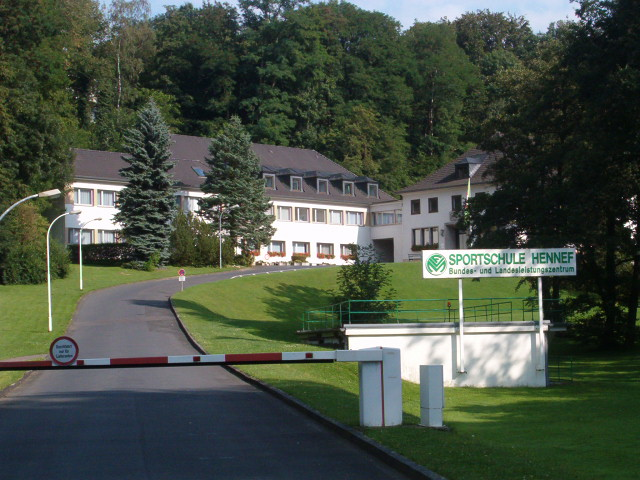
Sportschule Hennef bei Geistingen

In Hennef befindet sich die Sportschule des Fußball-Verbandes Mittelrhein, die als Bundes- und Landesleistungszentrum dient. Die Sportfachverbände für Boxen, Ringen, Judo, Taekwondo und Gewichtheben haben hier ihr Leistungszentrum eingerichtet. Gelegentlich ist auch die deutsche Fußballnationalmannschaft sowie der 1. FC Köln zur Vorbereitung auf Länderspiele oder Meisterschaften hier anzutreffen. Zum Konföderationen-Pokal 2005 weilte die Argentinische Fußballnationalmannschaft auf dem Gelände der Sportschule.
Der FC Hennef 05 spielte 2014/15 in der vierthöchsten Fußball-Liga, der Regionalliga West. Derzeit ist er in der Mittelrheinliga vertreten (Saison 2018/19). Deren B-Junioren spielen seit der Saison 2018/19 in der höchsten U17-Klasse, der Bundesliga.
Im Hennefer Turnverein, dem mit über 3600 Mitgliedern mit Abstand größten Sportverein im Rhein-Sieg-Kreis, werden zahlreiche Sportarten angeboten. Der Verein umfasst die Abteilungen Badminton, Basketball, Behindertensport, Breitensport, Klettern, Leichtathletik, Schwimmen, Tanzen, Triathlon, Turnen und Volleyball. Der HTV bietet zudem eine Vielzahl an Fitness und Gesundheitskursen an. Durch die zahlreichen Fußballvereine in Hennef besteht ein breites Angebot an Sportplätzen.
In Hennef ist der Golfclub Rhein-Sieg ansässig.
Die DLRG-Ortsgruppe Hennef, als örtliche Gliederung der größten Wasserrettungsorganisation, bietet neben den normalen Kinder- und Jugendschwimmkursen weitergehende Ausbildungen zum Juniorretter, zum Rettungsschwimmer und im Schnorcheltauchen an.
2021 bewarb sich die Stadt zusammen mit dem Rhein-Sieg-Kreis und Troisdorf als Host Town für die Gestaltung eines viertägigen Programms für eine internationale Delegation der Special Olympics World Summer Games 2023 in Berlin. 2022 wurde sie als Gastgeberin für Special Olympics Uganda ausgewählt. Damit wurde sie Teil des größten kommunalen Inklusionsprojekts in der Geschichte der Bundesrepublik mit mehr als 200 Host Towns.

## Regelmäßige Veranstaltungen
Ein jährliches Highlight ist der seit 1994 stattfindende „Platinman“. Er wurde bis im Jahre 2004 von einem Team in Hennef organisiert und musste dann auf Grund Anwohnerbeschwerden eingestellt werden. Seit 2013 wird der Trailrun vom Triathlon Team Hennef wieder neu organisiert mit einer langen und einer kurzen Variante. Die lange Strecke von 25,66 Kilometern führt über 837 Höhenmetern durch den Wald. Die kurze Strecke beläuft sich aktuell auf 10,25 Kilometern. Beide Strecken führen entlang des Natursteig Siegs.
Traditionell finden am Wochenende des dritten Sonntags im September, am Sonntag nach Pützchens Markt und am Sonntag vor der Eitorfer Kirmes, das Stadtfest und die „Hennefer Kirmes“ statt. Während die Kirmes als „Kirchweihfest“ auf die Weihe der Pfarrkirche St. Simon und Judas zurückgeht, besteht das Stadtfest erst seit Anfang der 1980er-Jahre. Stadtfest und Kirmes finden auf der Frankfurter Straße und auf dem Hennefer Marktplatz statt.
Seit 2004 fand immer im Juni die „Hennefer Europawoche“ statt, verbunden mit dem „Hennefer Europalauf“ mit Halbmarathon, 10-km-Lauf, 3,4-km-Lauf, 1050-m-Schnupperlauf sowie 10-km-Walking und -Nordic-Walking. Seit 2015 firmiert das Fest unter dem Namen „SommerOpenAir“.
Seit 2009 wird jährlich der Hennefer Siegtal-Triathlon mit Schwimmen im Allner See, Radfahren durch das Bröltal bis nach Neunkirchen sowie Laufen über den Hennefer Marktplatz und an der Sieg entlang ausgerichtet.
Seit 2005 findet jeweils am ersten Samstag nach den Sommerferien auf dem Marktplatz das KinderSportFest in einer Kooperation zwischen der Stadt und dem StadtSportVerband statt.
Das jährliche „Siegtal-Festival“ in Kooperation zwischen Windeck, Eitorf, Hennef und Siegburg bietet im Juli und August zahlreiche Pop- und Rock-Konzerte.
Außerdem liegt Hennef auf der Strecke von „Siegtal pur“, dem einmal jährlich Anfang Juli stattfindenden Fahrrad-Erlebnistag. An diesem Tag ist die gesamte Strecke von der Siegquelle bei Netphen bis Siegburg von 9 bis 18 Uhr autofrei.
Neben vielen Veranstaltungen, die eher dem Zentralort zugerechnet werden können, finden auch in den zahlreichen Ortsteilen regelmäßige Veranstaltungen statt. Dazu gehören Dorffeste, Schützenfeste, Konzertveranstaltungen oder andere kulturelle Veranstaltungen. Beispiele sind etwa die regelmäßigen Veranstaltungen in Bödingen oder in Stadt Blankenberg bzw. auf der Burg Blankenberg.

## Verkehr
Hennef liegt mit drei Autobahnanschlussstellen an der A 560, die ein Zubringer zu A 3 und A 59 ist. Außerdem führen die B 8 und die B 478 ins Stadtgebiet.
Hennef verfügt insgesamt über ein Straßen- und Wegenetz von 419,9 km (Stand 2018). In der Stadt waren am 1. Januar 2018 35.147 Kraftfahrzeuge zugelassen, davon 29.056 Pkw.
Bereits seit einigen Jahren in der Diskussion ist die Ortsumgehung Uckerath, die die B 8 an Hennefs größtem Subzentrum vorbeiführen soll. Das Projekt ist Bestandteil des Bundesverkehrswegeplans, von Seiten der Stadt wurden mehrere Varianten entwickelt. Eine Entscheidung über die Streckenführung ist indes, auch auf Grund von zahlreichen Bürgerprotesten, noch nicht gefallen.
Hennef verfügt über 100 Kilometer Wanderwege und gute Radwege in der Innenstadt sowie in deren Umgebung.
Hennef besitzt insgesamt drei Haltepunkte an der Siegstrecke, darunter die Bahnhöfe im Hauptort und im Stadtteil Blankenberg sowie der dazwischen liegende Haltepunkt Hennef Im Siegbogen. Dort verkehren die S-Bahn-Linien S 12 und S 19 sowie der Rhein-Sieg-Express RE 9 (hält nur beim Hennefer Bahnhof). Das Stadtgebiet gehört dem Verkehrsverbund Rhein-Sieg an.
Der Buslinienverkehr in Hennef wird durch die Rhein-Sieg-Verkehrsgesellschaft gestellt, die bis Ende der 1970er Jahre in Hennef-Warth beheimatet war und dort ihren Betriebshof hatte, der einer Autobahnauffahrt weichen musste. Es verkehren auch einzelne Linien der Verkehrsbetriebe Regionalverkehr Köln und Martin Becker.

## Umwelt
Hennef wird durch Fluglärm des nahen Flughafens Köln/Bonn belastet. Insbesondere die Ortschaften Heisterschoß, Happerschoß, Stoßdorf, Geistingen, Lanzenbach und das westliche Stadtzentrum sind hiervon betroffen. Im Stadtgebiet haben sich daher mehrere Bürgerinitiativen gegründet, die sich zusammen mit Bürgern anderer Städte und Gemeinden für ein Verbot der nächtlichen Passagier- und Frachtflüge einsetzen.

## Ansässige Unternehmen
- Anton Klein GmbH, Industrieverpackungen und Logistik[47]
- biomo pharma GmbH, pharmazeutisches Unternehmen[48]
- BOFA-Doublet GmbH (Bonner Fahnenfabrik), Traditionshersteller von Flaggen, inzwischen auch bedruckten Werbeträgern aller Art[49]
- Coconut Music UG & Co.KG, Musik-Label
- Eckes-Granini Deutschland GmbH, Fruchtsafthersteller
- Gebr. Steimel GmbH & Co. Maschinenfabrik, Hersteller für Pumpen und Industrie-Zentrifugen[50]
- GEBRA GmbH & Co. Sicherheitsprodukte KG, Hersteller von Reflektoren, technischen Kunststoffteilen und Warndreiecken[51]
- Grothe GmbH, Hersteller von Sprechanlagen, Signalisation, Sicherheitstechnik und Gebäudeautomation[52]
- Gilgens Bäckerei & Konditorei GmbH & Co. KG, mit über 40 Filialen in der Region[53]
- Huzap GmbH, Verpackungstechnik, Anlagenbau, Mischerbeschickungsanlagen[54]
- Neugart KG, Fachgroßhandel für Gebäudetechnik[55]
- ROLF Fensterbau GmbH, hochwertige Fensterbaulösungen[56]
- Wenco GmbH & Co. KG, Servicedienstleister des Lebensmitteleinzelhandels, Belieferung mit Nonfood-Sortimenten[57]

## Persönlichkeiten

### Söhne und Töchter der Stadt
- Walter von Loë (1828–1908), Generaladjutant des Königs von Preußen und des Deutschen Kaisers
- Carl Reuther (1834–1902), Gründer der C. Reuther & Companie AG, Fabrik für landwirtschaftliche Maschinen in Hennef sowie Mitgründer der Hennefer Maschinenfabrik C. Reuther und Reisert (Chronos-Werke). Zusammen mit Eduard Reisert Erfinder der Chronos Waage.[58][59]
- Otto von Loë (1835–1892), Botschafter und Reichstagsmitglied
- Peter Eich (1837–1919), in Bödingen geborener Jurist und Parlamentarier, Landrat der Kreise Daun und Kleve
- Carl Schmitz-Pleis (1877–1943), in Süchterscheid geborener Maler
- Anton Becker (1883–1965), in Stoßdorf geborener Politiker, Abgeordneter der Hamburgischen Bürgerschaft
- Agnes Meyer (1896–1990), in Geistingen geborene Schaustellerin, die Mutter Courage vom Rhein
- Hermann Mosler (1912–2001), Völkerrechtler
- Willi Lindlar (1916–1983), Landrat des Siegkreises beziehungsweise des Rhein-Sieg-Kreises von 1961 bis 1974
- Franz Braun (1923–2016), Zauberkünstler und Spielkartensammler
- Manfred Saul (1934–2013), Künstler und Kunsterzieher
- Helmut Fischer (1934–2023), Germanist (Uni Essen) und Denkmalbeauftragter in Hennef
- Lothar Hönnighausen (* 1936), Anglist und Professor in Bonn
- Hans Peter Lindlar (* 1946), ehemaliger Regierungspräsident des Regierungsbezirks Köln
- Howard O’Melley (* 1954), Komponist, Produzent und Textdichter
- Werner Kirschbaum (* 1956), Pianist
- Karl-Heinz Land (* 1962), Redner, Autor und Investor
- Andreas Knippling (* 1966), Springreiter
- Guido Schiefen (* 1968), Cellist
- Mirko Bäumer (* 1968), Sänger, seit 2017 Mitglied der kölschen Band Bläck Fööss
- Annika Zeyen (* 1985), Rollstuhlbasketballspielerin und u. a. Goldmedaillengewinnerin bei den Paralympics 2012[60]

### Persönlichkeiten, die in dieser Stadt gewirkt haben
- Eduard Reisert (1847–1914), Mitgründer der Hennefer Maschinenfabrik C. Reuther und Reisert und der Maschinenfabrik Munnem & Reisert in Köln sowie Gründer der Klio Werk Fabrik für Gebrauchsgegenstände in Hennef. Erfinder des weltweit ersten Hebelfüllers (Klio-Füller 1899) sowie zusammen mit Carl Reuther der erste automatischen und eichfähigen Waage der Welt (Chronos Waage 1883).[58][59]
- Karl-Heinz Heddergott (1926–2021), ehemaliger Fußballtrainer, wohnte in Hennef-Geistingen
- Bernhard Bußmann (1929–2013), SPD-Politiker, Bundestagsabgeordneter, wohnte 1967–2010 in Hennef-Warth.
- Wilfried Hilgert (1933–2016), Unternehmer und Schachmäzen, wohnte bis zu seinem Tod in Hennef.
- Hennecke Graf von Bassewitz (1935–2022), ehemaliger Diplomat und Ministerialdirigent im Auswärtigen Amt, wohnte bis zu seinem Tod in Hennef.
- Wolfgang Petry (* 1951), ehemaliger Schlagersänger (1976–2006), wohnt in Hennef.
- Ludwig Leinhos (* 1956), Generalleutnant a. D., erster Inspekteur Cyber- und Informationsraum der Bundeswehr, lebt in Hennef.
- Ranga Yogeshwar (* 1959), Wissenschaftsjournalist und Fernsehmoderator, wohnt in Hennef.
- Klaus-Jürgen Wrede (* 1963), Spieleautor (u. a. Carcassonne), wohnt in Hennef.
- Achim Berg (* 1964), Manager und Präsident des Branchenverbands Bitkom, wohnt in Hennef.
- Maxi Biewer (* 1964), Fernsehmoderatorin und Schauspielerin, wohnt in Hennef.
- Dirk Schlömer (* 1965), Hennefer SPD-Politiker und ehemaliger Landtags-Abgeordneter
- Uschi Elias (1965–2012), Kettensägenkünstlerin, lebte ab 1999 in Hennef-Oberhalberg.
- Thomas Häßler (* 1966), Fußball-Welt- und Europameister, wohnte bis 2015 in Hennef-Altenbödingen.
- Joey Kelly (* 1972), Musiker und Amateursportler, wohnte mehrere Jahre in Hennef.
- Maite Star Kelly (* 1979), Musikerin und Musicaldarstellerin, wohnte mit ihrer Familie in Hennef.
- Julia Schramm (* 1985), Publizistin und Politikerin, in Hennef aufgewachsen
- Hank Levine (* 1965), Filmregisseur und Produzent, lebte bis 1980 in Hennef.
- Kim Petras (* 1992), Sängerin, in Uckerath aufgewachsen
- Sarah Kim Gries (* 1990), Schauspielerin, wuchs in Hennef auf.
- Lars Lokotsch (* 1996), Fußballspieler (u. a. FC Hennef 05)